# Martha Mödl
Martha Mödl (ur. 22 marca 1912 w Norymberdze, zm. 17 grudnia 2001 w Stuttgarcie) – niemiecka śpiewaczka, sopran.

## Życiorys
Studiowała w konserwatoriach w Norymberdze i Mediolanie. Początkowo występowała jako mezzosopran, debiutowała w 1942 roku w Norymberdze rolą Jasia w Jasiu i Małgosi Engelberta Humperdincka. Występowała w operach Düsseldorfie (1945–1949) i Hamburgu (1947–1955). Od początku lat 50. XX wieku zaczęła występować w rolach sopranowych. W 1950 roku debiutowała w londyńskim Covent Garden Theatre rolą tytułową w Carmen Georges’a Bizeta. W 1951 roku wystąpiła na festiwalu w Bayreuth jako Kundry w Parsifalu. W 1955 roku zaśpiewała partię Leonory w Fideliu Ludwiga van Beethovena na uroczystości otwarcia odbudowanego po zniszczeniach wojennych gmachu Opery Wiedeńskiej. Od 1957 do 1960 roku występowała w nowojorskiej Metropolitan Opera, gdzie debiutowała rolą Brunhildy w Zmierzchu bogów Richarda Wagnera. W wieku 87 lat kreowała rolę Hrabiny w Eugeniuszu Onieginie Piotra Czajkowskiego w Mannheimie. Ostatni raz wystąpiła na scenie w 2001 roku w Komische Oper Berlin.
Uczestniczyła w prapremierowych wykonaniach oper Melusine (1971) i Die Gespenstersonate (1984) Ariberta Reimanna, Elisabeth Tudor (1972) Wolfganga Fortnera i Kabale und Liebe (1976) Gottfieda von Einema. Otrzymała tytuł Kammersängerin w Austrii (1956) i Badenii-Wirtembergii (1960). Odznaczona Wielkim Krzyżem Zasługi Republiki Federalnej Niemiec (1973) oraz bawarskim Orderem Maksymiliana (1999).